# Холфелд
Холфелд (њем. Hollfeld) град је у њемачкој савезној држави Баварска. Једно је од 33 општинска средишта округа Бајројт. Према процјени из 2010. у граду је живјело 5.200 становника. Посједује регионалну шифру (AGS) 9472154.

## Географски и демографски подаци
Холфелд се налази у савезној држави Баварска у округу Бајројт. Град се налази на надморској висини од 403 метра. Површина општине износи 80,7 km². У самом граду је, према процјени из 2010. године, живјело 5.200 становника. Просјечна густина становништва износи 64 становника/km².